# Sawyer (Kansas)
Sawyer és una població del Comtat de Pratt a l'estat de Kansas (Estats Units d'Amèrica).

## Demografia
Segons el cens dels Estats Units del 2000 Sawyer tenia 124 habitants., 57 habitatges, i 40 famílies. La densitat de població era de 368,3 habitants/km².
Dels 57 habitatges en un 14% hi vivien nens de menys de 18 anys, en un 66,7% hi vivien parelles casades, en un 1,8% dones solteres, i en un 29,8% no eren unitats familiars. En el 28,1% dels habitatges hi vivien persones soles el 14% de les quals corresponia a persones de 65 anys o més que vivien soles. El nombre mitjà de persones vivint en cada habitatge era de 2,18 i el nombre mitjà de persones que vivien en cada família era de 2,6.
Per edats la població es repartia de la següent manera: un 13,7% tenia menys de 18 anys, un 8,1% entre 18 i 24, un 23,4% entre 25 i 44, un 35,5% de 45 a 60 i un 19,4% 65 anys o més.
L'edat mediana era de 47 anys. Per cada 100 dones de 18 o més anys hi havia 87,7 homes.
La renda mediana per habitatge era de 24.688 $ i la renda mediana per família de 32.917 $. Els homes tenien una renda mediana de 26.875 $ mentre que les dones 22.083 $. La renda per capita de la població era de 12.357 $. Entorn del 12,5% de les famílies i el 17,1% de la població estaven per davall del llindar de pobresa.

## Poblacions properes
El següent diagrama mostra les poblacions més properes.